# Discharge
A Discharge angol hardcore punk együttes. 1977-ben alakultak Stoke-on-Trentben. Alapító tagjai Terence "Tezz" Roberts és Royston "Rainy" Wainwright. A zenekar több tagcserén is átesett története alatt, a klasszikus felállásnak a nyolcvanas évekbeli felállás számít: Rainy Wainwright - basszusgitár, Gary Maloney - dob, Anthony "Bones" Roberts - gitár és Kelvin "Cal" Morris énekes. Az együttes első albuma több extrém metal stílusnak is "megágyazott". A Discharge a thrash metal műfaj egyik előfutárának számít. Dalaikat olyan együttesek dolgozták fel, mint a Metallica, az Anthrax vagy a Sepultura. A Napalm Death-szel és az Extreme Noise Terrorral együtt a grindcore műfaj előfutárának is számítanak. A D-beat nevű zenei stílus az együttesről és a jellegzetes dobolási stílusáról kapta a nevét.

## Története
A Discharge-ot Terence "Tez" Roberts és Royston "Rainy" Wainwright alapították 1977-ben, Stoke-on-Trent-ben. Felfogadták magukhoz Roberts fiatalabb testvérét, Anthony "Bones" Roberts-et mint gitárost, Nigel Bamfordot mint basszusgitárost, és Anthony "Akko" Axont mint dobost. Az együttesre eredetileg a klasszikus punkegyüttesek, mint a Sex Pistols, a The Clash és a The Damned hatottak. Axon még 1977-ben kilépett a zenekarból, őt Bamford követte. Új énekesük Cal Morris lett, Terry Roberts pedig dobos lett, Wainwright a basszusgitáros. A Discharge ekkor levetette magáról a klasszikus punkegyüttesek hatását, így zenéjük sokkal keményebb lett, szövegeik témái pedig az anarchia, a kapitalizmus és a nukleáris háború lett. Éppúgy, mint a Crass, a Discharge is az anarchiát hirdette, és az anarchista jelet használta.
1980-ban lemezszerződést kötöttek a Clay Recordsszal, és ebben az évben megjelent az első kislemezük, amely az ötödik helyet szerezte meg a brit slágerlistán, ahol 44 hétig szerepelt. A klasszikusnak számító Hear Nothing See Nothing Say Nothing 1982-ben jelent meg.
Ugyanebben az évben Anthony Roberts kiszállt a zenekarból, és új együttest alapított, HellsBelles néven. Helyére Peter "Pooch" Purtill került, aki sokkal heavy metalosabb hangzást adott az együttesnek.
Az együttes második, Grave New World című nagylemezén teljesen eltávolodott a hardcore punk stílustól, és a jóval kommerszebb glam metal hangzásra váltottak. Cal Morris az üvöltés helyett falsetto stílusú éneket használt, amelyért később a Led Zeppelin újra felfedezését hibáztatta. Az album teljes bukásnak számított, mind a rajongók, mind a kritikusok körében. Az Allmusic 1.5 pontot adott rá az ötből. Turnézni indultak, hogy hirdessék a lemezt, de a turné katasztrofálisnak bizonyult, illetve majdnem megsérült a zenekar. Mikor New York Cityben koncerteztek, a rajongók annyira dühösek voltak, hogy az egész majdnem lázadásba torkolt. A Bad Brains frontembere, H.R. felmászott egy balkonra, és jeget kezdett önteni a zenészekre. A turné után feloszlottak.
1991-ben újra összeálltak, és 1999-ben ismét feloszlottak. Ez idő alatt két stúdióalbumot adtak ki. Az együttes ezen az albumain a heavy metal hangzást folytatta. Cal hangja ércesebb, keményebb lett, amely sokkal inkább hasonlít Brian Johnson hangjára (AC/DC). Ennek ellenére az Allmusic ugyanúgy 1.5 pontot adott rá, mint a Grave New World-re. A Shootin' Up the World című lemezük már thrash metal hangzással rendelkezett. Az Allmusic 2.5 ponttal értékelte.
2001-ben ismét összeálltak, és a mai napig működnek. A 2002-es lemezük volt az utolsó, amelyen Cal Morris énekelt.

## Diszkográfia

### Stúdióalbumok
- Hear Nothing See Nothing Say Nothing (1982)
- Grave New World (1986)
- Massacre Divine (1991)
- Shootin' Up the World (1993)
- Discharge (2002)
- Disensitise (2008)
- End of Days (2016)